# مایکل جی. آرلن
مایکل جیان آرلن ( انگلیسی: Michael John Arlen؛ زادهٔ ۹ دسامبر ۱۹۳۰) نویسنده، منتقدان تلویزیون و روزنامه‌نگار ارمنی‌تبار اهل ایالات متحده آمریکا است. وی عکاس خبری مجله لایف بود.

## زندگی‌نامه
وی در ۹ دسامبر ۱۹۳۰ در لندن به دنیا آمد و از کالج هاروارد فارغ‌التحصیل گشت. وی همچنین برنده جوایزی همچون جایزه ملی کتاب شد.